# Cirque Joseph Bouglione
Pour un article plus général, voir Famille Bouglione.
Ne doit pas être confondu avec Cirque d'hiver Bouglione.
 (mai 2017).
Si vous disposez d'ouvrages ou d'articles de référence ou si vous connaissez des sites web de qualité traitant du thème abordé ici, merci de compléter l'article en donnant les références utiles à sa vérifiabilité et en les liant à la section « Notes et références ».

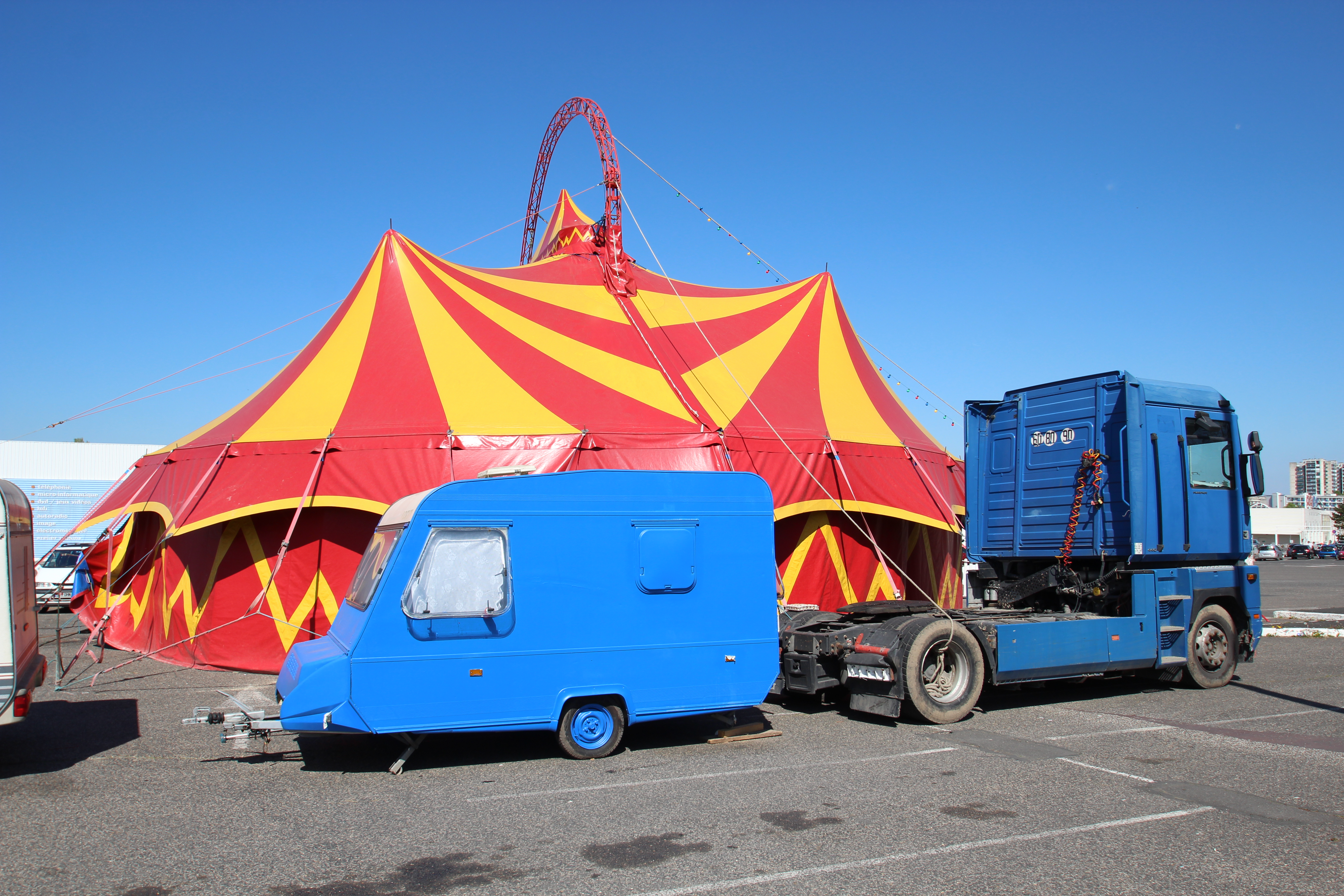
Le cirque Joseph Bouglione à Massy en Essonne.

Le cirque Joseph Bouglione est un cirque français créé en 1991 par André-Joseph Bouglione et sa femme Sandrine Bouglione, née Suskov. Nommé en l'honneur de Joseph Bouglione, il a cessé sa tournée en 2017 et le couple a annoncé qu'ils n'utiliseraient plus d'animaux à l'avenir. 

## Histoire
André-Joseph Bouglione, fils de Joseph Bouglione (1942-) et petit-fils de Joseph Bouglione (1904-1987), ainsi que Sandrine Bouglione née Suskov, sa femme, ont dirigé le cirque Joseph Bouglione de 1991 à 2017.
Présent pendant de nombreuses années en région parisienne, le cirque Joseph Bouglione se produisait sur une grande partie du territoire.
Depuis 2017, la compagnie a cessé de se produire et a choisi pour l'avenir de ne plus utiliser d'animaux dans ses spectacles. 

## L'Écocirque André-Joseph Bouglione
André-Joseph et Sandrine Bouglione ont marqué l’histoire en créant un séisme dans le monde du cirque avec l’Eco Cirque “100% Humain”. Cette production a rencontré un immense succès auprès du public, se produisant en tournée lors de plus de 130 représentations. Elle s’est distinguée par un chapiteau de 1500 places, un écovillage de conteneurs maritimes, un orchestre live, des musiques originales, ainsi que l’utilisation innovante d’hologrammes pour présenter les animaux dans ce cirque 2.0, marquant ainsi une nouvelle ère dans le milieu circassien.
« Nous avons alors décidé d’aller plus loin. Nous ne voulions pas uniquement faire un spectacle dans lequel nous n’utilisions plus les animaux, nous souhaitions moderniser le cirque traditionnel pour en faire un spectacle éthique et responsable. Nous aimons notre métier et nous voulons transmettre cette passion aux jeunes générations, pour que chacun puisse découvrir ou redécouvrir les arts du cirque dans la pure tradition des Bouglione. Nous avons voulu faire de notre cirque un cirque dédié à la protection des animaux, ces animaux qui ont permis à nos ancêtres de connaitre la renommée et la gloire. C’est ainsi que l’Écocirque André-Joseph Bouglione est né. »
Le cirque a tourné dans 3 villes, restant d'août à décembre 2021 à Montpellier, puis un mois à Marseille, avant de terminer sa tournée à Lyon en 2022 pour un total de 130 représentations.